# Festival van San Remo 1952
Het Festival van San Remo 1952 was de tweede editie van de liedjeswedstrijd. Nilla Pizzi won voor de tweede keer op rij.

## Finale
1. Vola colomba (Bixio Cherubini e Carlo Concina) Nilla Pizzi
2. Papaveri e papere (Nino Rastelli, Mario Panzeri e Vittorio Mascheroni) Nilla Pizzi
3. Una donna prega (Pinchi e Virgilio Panzuti) Nilla Pizzi
4. Madonna delle rose (Fiorelli-Ruccione) Oscar Carboni
5. Un disco dall’Italia (Nisa-D’Anzi) Gino Latilla
6. L’attesa (Biri-Nino Ravasini) Gino Latilla
7. Perché le donne belle (Sopranzi-Fassino) Oscar Carboni
8. Vecchie mura (Filibello-Bassi) Achille Togliani
9. Libro di novelle (Citi-Casini) Achille Togliani
10. Nel regno dei sogni (Rapetti-C.A.Rossi) Nilla Pizzi e Achille Togliani

## Halvefinalisten
- Al ritmo della carrozzella (Enzo Luigi Poletto-Piero Pavesio) Duo Fasano
- Buonanotte (Ai bimbi del mondo) (Minoretti-Zara) Nilla Pizzi e Duo Fasano
- Cantate e sorridete (Gian Carlo Testoni-Fabio Fabor-Carlo Donida) Oscar Carboni
- Due gattini (Giacobetti-Trinacria) Duo Fasano
- Il valzer di Nonna Speranza (Gian Carlo Testoni-Saverio Seracini) Nilla Pizzi e Duo Fasano
- La collanina (Gian Carlo Testoni-Dino Olivieri) Achille Togliani
- Malinconica tarantella (Gian Carlo Testoni-Enzo Ceragioli) Gino Latilla
- Ninna nanna ai sogni perduti (Bussi-Gian Carlo Testoni-Mario Panzeri) Nilla Pizzi
- Pura fantasia (Rastelli-Fragna) Gino Latilla
- Vecchio tram (Callegari) Duo Fasano

1951 · 1952 · 1953 · 1954 · 1955 · 1956 · 1957 · 1958 · 1959 · 1960 · 1961 · 1962 · 1963 · 1964 · 1965 · 1966 · 1967 · 1968 · 1969 · 1970 · 1971 · 1972 · 1973 · 1974 · 1975 · 1976 · 1977 · 1978 · 1979 · 1980 · 1981 · 1982 · 1983 · 1984 · 1985 · 1986 · 1987 · 1988 · 1989 · 1990 · 1991 · 1992 · 1993 · 1994 · 1995 · 1996 · 1997 · 1998 · 1999 · 2000 · 2001 · 2002 · 2003 · 2004 · 2005 · 2006 · 2007 · 2008 · 2009 · 2010 · 2011 · 2012 · 2013 · 2014 · 2015 · 2016 · 2017 · 2018 · 2019 · 2020 · 2021 · 2022 · 2023 · 2024 · 2025